# Монастир Святого Тадея
Монастир Святого Тадея (вірм. Սուրբ Թադևոսի վանք) — стародавній вірменський монастир, розташований в гірському районі Ірану, провінція Західний Азербайджан, близько 20 км від міста Маку.

## Історія та архітектура
Один з 12 апостолів, св. Тадей (також відомий як Юда Яковів, Фадей, Юда Фадеїв, Юда Тадей, Левій, не плутати його з Юдою Іскаріотським) помер мученицькою смертю, поширюючи Євангеліє. Йому поклоняються як апостолу Вірменської Апостольської церкви. За переказами на його могилі й збудовано цей монастир у 68 році.
Будівля сильно постраждала внаслідок землетрусу в 1319. Первісна церква перебудована у 1329. Проте деякі частини, що оточують вівтарний виступ датуються X століттям.
Самі ранні частини церкви зроблені з чорного і білого каменей. Церква декілька разів перебудовувалась, і сьогоднішня споруда датується 1811, коли Каджар принц Аббас Мізра з династії Каджарів допоміг в реконструкції та ремонті.
При ігумені монастиря Симеоні до середньовічної церкви був доданий великий притвор і західне розширення. Ця структура точно повторює дизайн собору в Ечміадзині. У XIX столітті доповнили з різьбленим пісковиком. Церкву оточує фортечна стіна.
300 м нижче, в долині, де розташована церква, знаходиться могила святого Захарії, який допомагав перебудовувати цей храм.
У липні 2008, монастир Святого Тадея був доданий в список Всесвітньої спадщини ЮНЕСКО, поряд з двома іншими вірменськими пам'ятниками, розташованими в тій же провінції: Монастир Святого Стефана та каплиці Дзордзор.

## Галерея

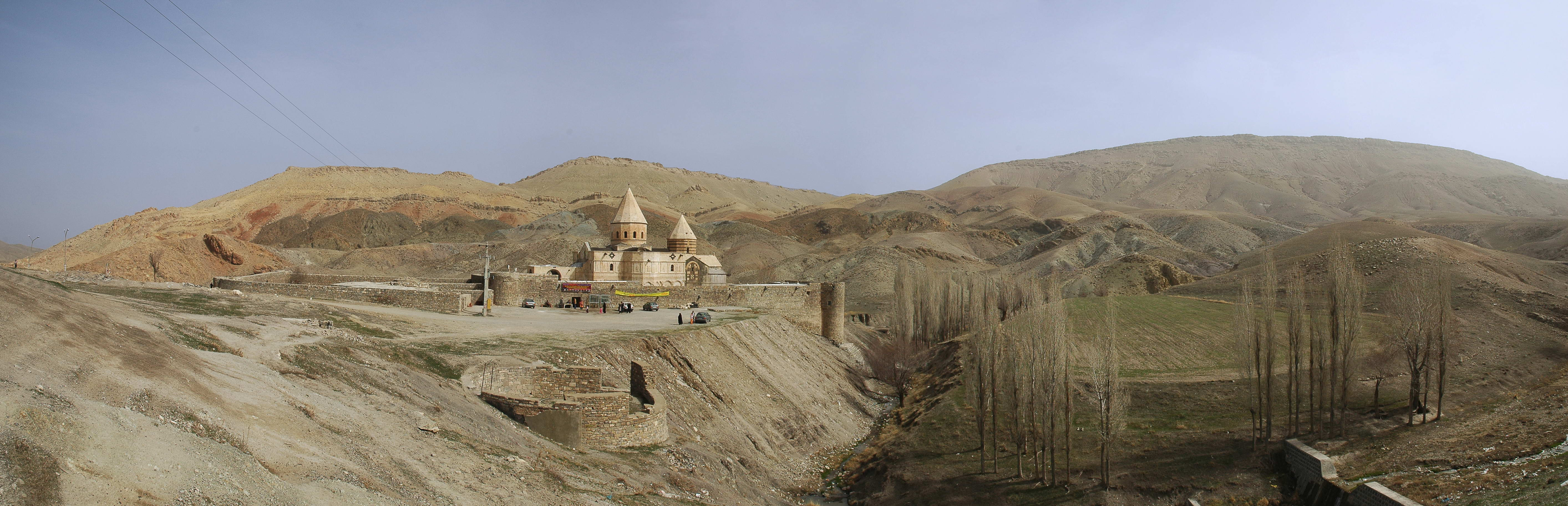
Панорама на сайті монастиря Святого Таддея

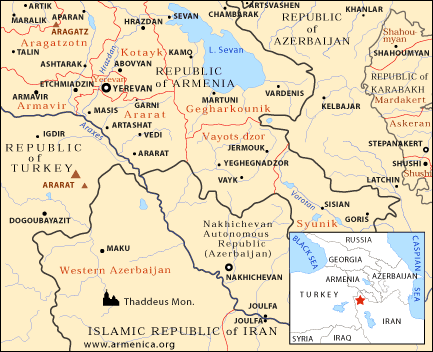
Регіональна карта, що показує розташування монастиря
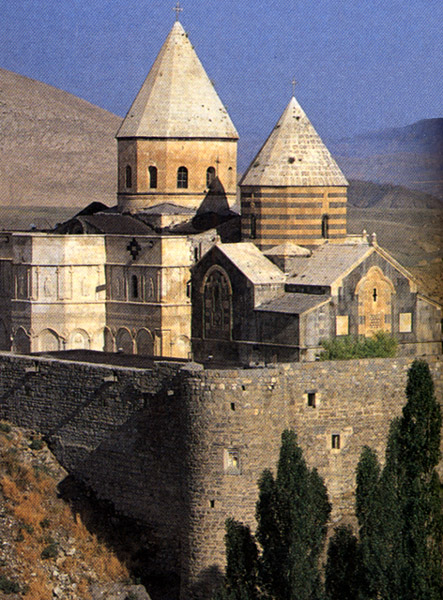
Фотографія зблизька
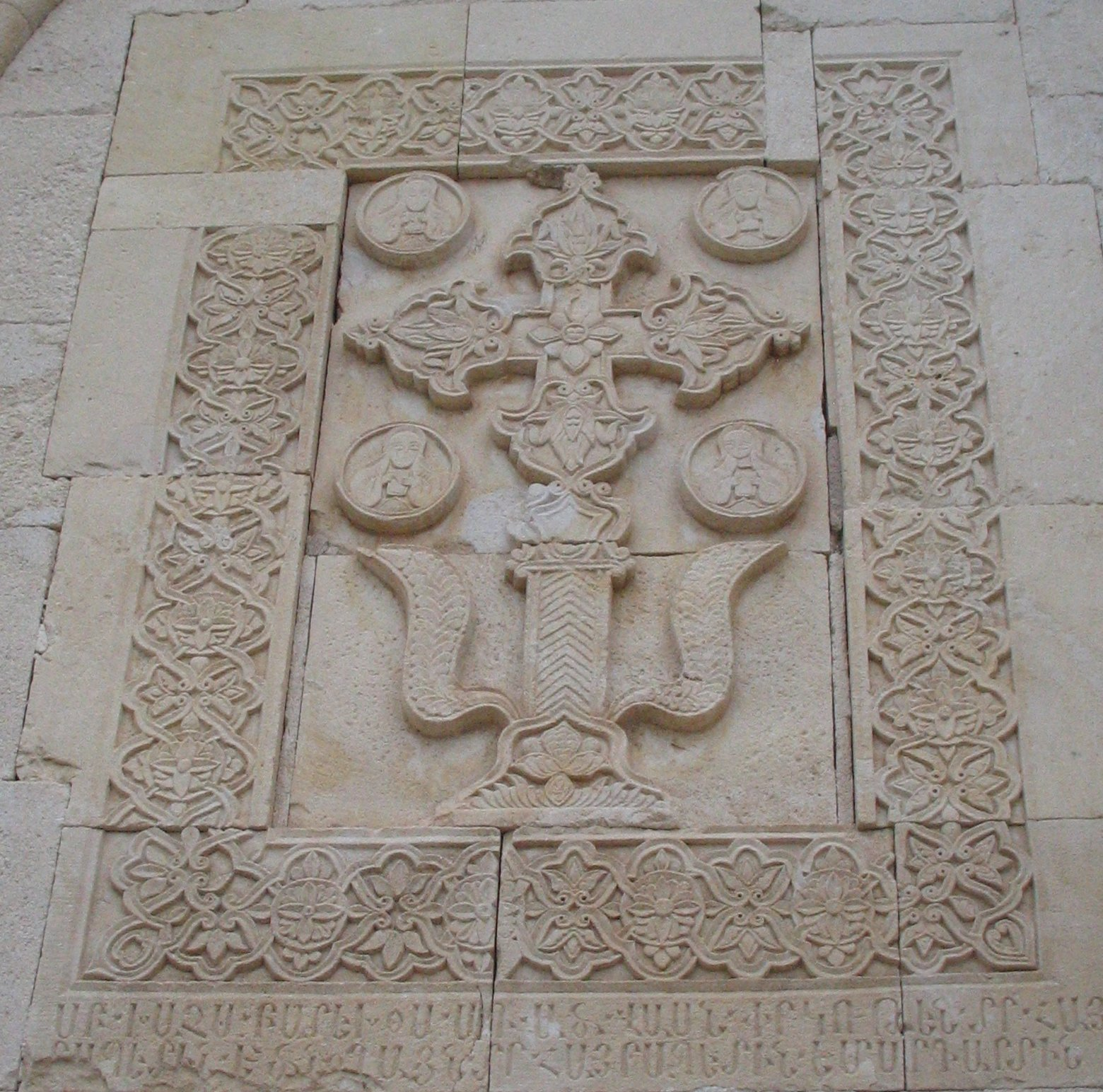
Детальна інформація про майстерність
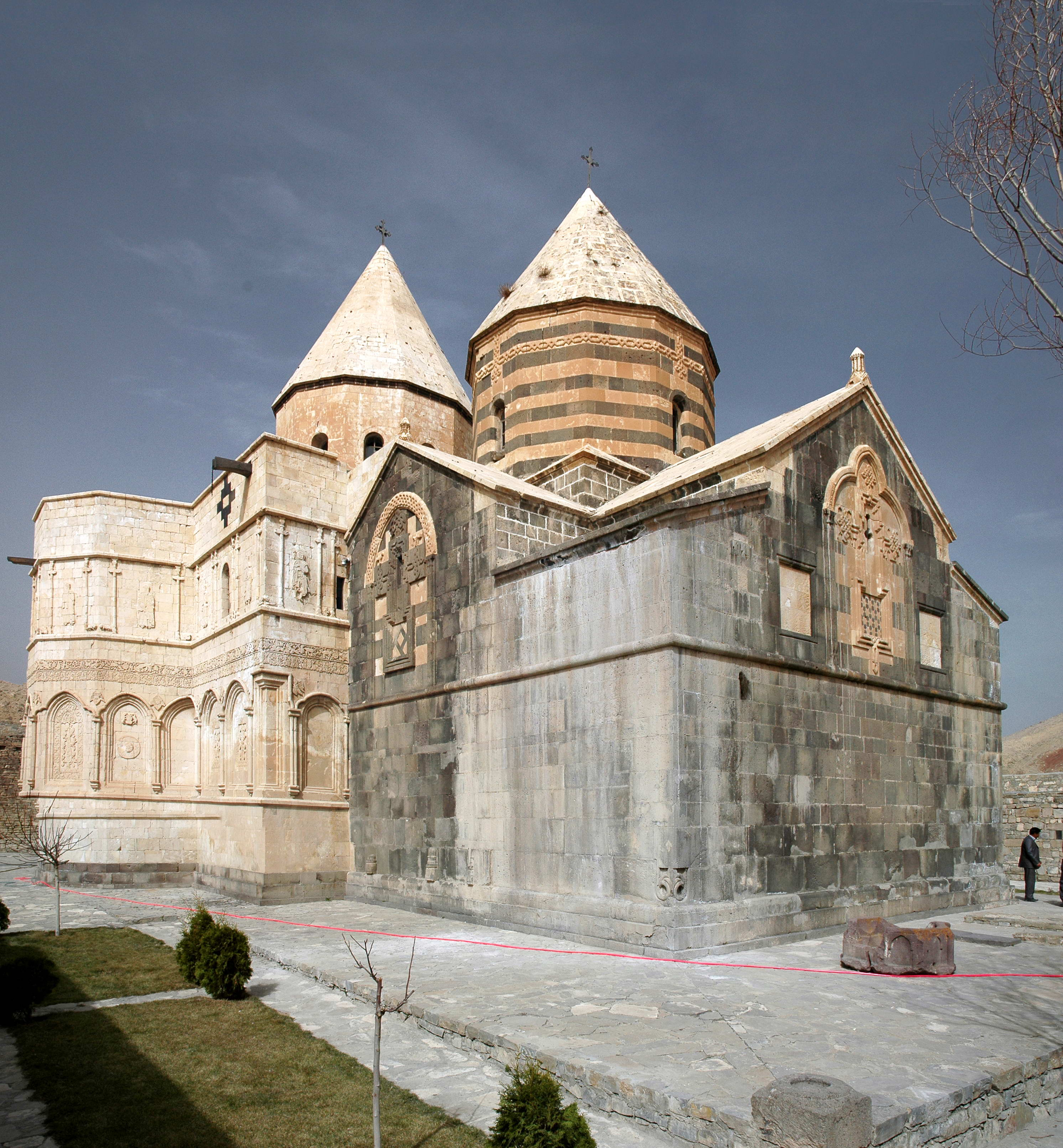
Інша сторона
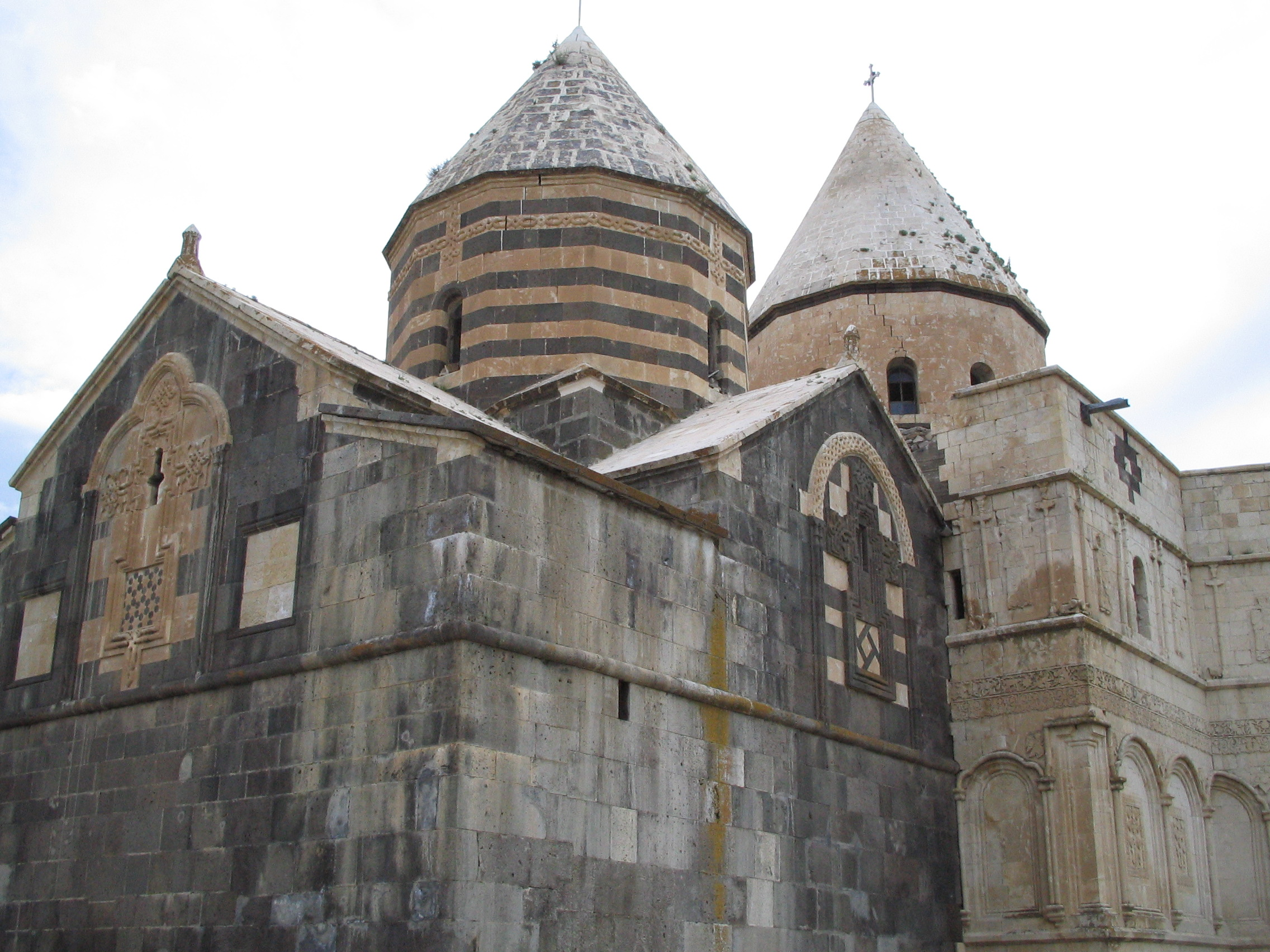
Вид кладки
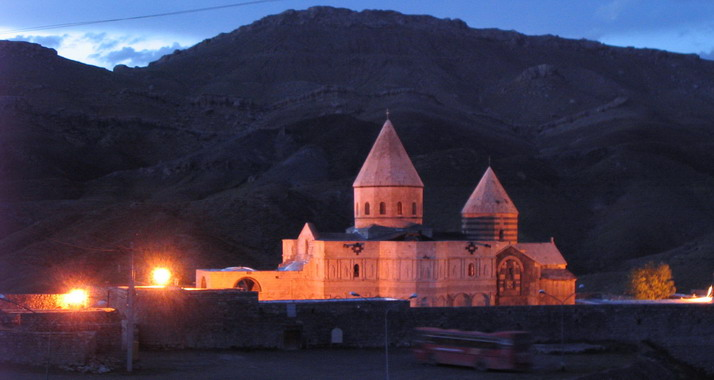
Вночі
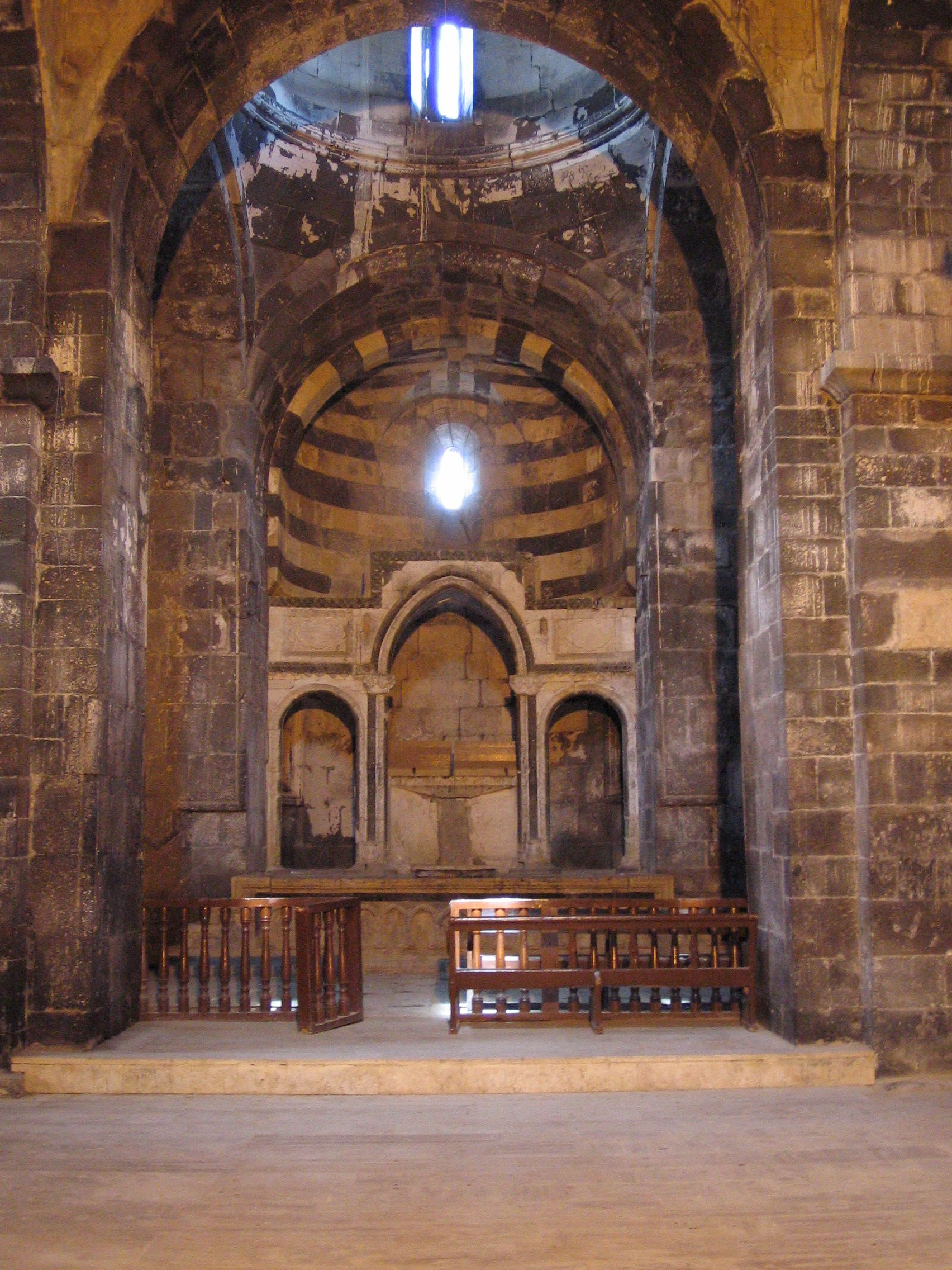
Внутрішній вигляд
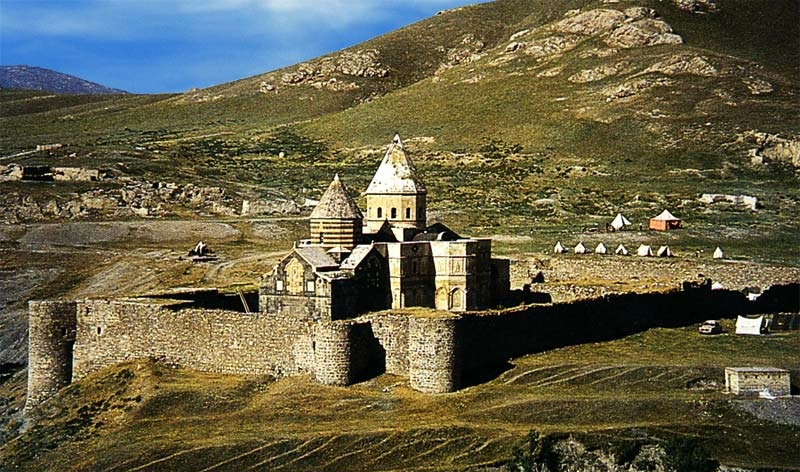
Північно-Західний вид
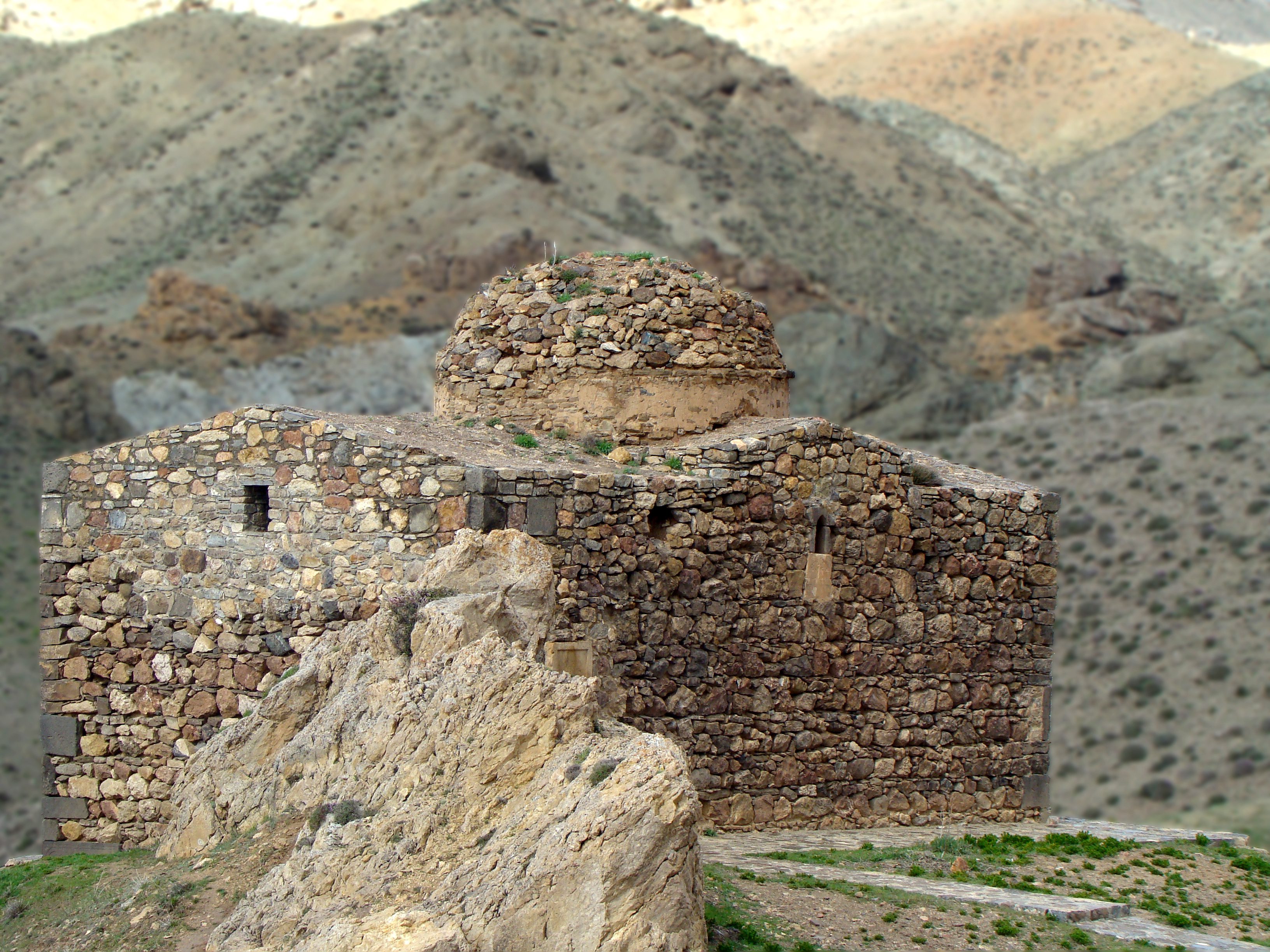
Могила св.Захарії

## Відомі подробиці

### Апостоли Тадей та Варфоломій
За церковними вірменськими традиціями, святі апостоли Тадей і Варфоломій вирушили через Вірменію в 45 році н. е., щоб проповідувати Слово Боже; багато людей навернулися й на цих землях було створено численні таємні християнські громади.
В церкви проходить всього одна Служба в рік: в День св. Тадея (приблизно 1 липня). Цю службу відвідують вірменські паломники зі всього Ірана і з інших країн.